# ساتوشی فورویا
ساتوشی فورویا (انگلیسی: Bin Furuya؛ زادهٔ ۵ ژوئیهٔ ۱۹۴۳) بازیگر اهل ژاپن است.